# Polythore derivata
Polythore derivata là loài chuồn chuồn trong họ Polythoridae. Loài này được McLachlan mô tả khoa học đầu tiên năm 1881.